# رولف إدين
رولف إدين (بالألمانية: Rolf Eden)‏ (و. 1930  م) هو ممثل، وكاتب سير ذاتية ألماني، ولد في برلين.

## وصلات خارجية
- رولف إدين على موقع IMDb (الإنجليزية)
- رولف إدين على موقع ألو سيني (الفرنسية)
- رولف إدين على موقع أول موفي (الإنجليزية)
- رولف إدين على موقع قاعدة بيانات الأفلام السويدية (السويدية)
- رولف إدين على موقع ديسكوغز (الإنجليزية)
- رولف إدين على موقع قاعدة بيانات الفيلم (الإنجليزية)
- رولف إدين على موقع كينوبويسك (الروسية)